# Cuba en los Juegos Paralímpicos de Atenas 2004
Cuba estuvo representada en los Juegos Paralímpicos de Atenas 2004 por un total de 24 deportistas, 19 hombres y cinco mujeres.

## Medallistas
El equipo paralímpico cubano obtuvo las siguientes medallas:
| Nombre                                                                        | Deporte   | Evento                          |
| ----------------------------------------------------------------------------- | --------- | ------------------------------- |
| Oro                                                                           |           |                                 |
| Ana Ibis Jiménez                                                              | Atletismo | Salto de longitud F13 femenino  |
| Ángel Jiménez                                                                 | Atletismo | Salto de longitud F13 masculino |
| Plata                                                                         |           |                                 |
| Diosmani González                                                             | Atletismo | 10 000 m T13 masculino          |
| Enrique Cepeda Irving Bustamante Fernando González Arián Iznaga Ángel Jiménez | Atletismo | 4 × 100 m T11-13 masculino      |
| Bronce                                                                        |           |                                 |
| Ana Ibis Jiménez                                                              | Atletismo | 100 m T13 femenino              |
| Noralvis de las Heras                                                         | Atletismo | Peso F42-46 femenino            |
| Irving Bustamante                                                             | Atletismo | 100 m T13 masculino             |
| Irving Bustamante                                                             | Atletismo | 200 m T13 masculino             |
| Yunieski Abreu                                                                | Atletismo | 5000 m T13 masculino            |
| Gerdán Fonseca                                                                | Atletismo | Peso F44/46 masculino           |
| Rafael Torres                                                                 | Yudo      | +100 kg masculino               |